# Rally van Australië 1998
De Rally van Australië 1998, formeel 11th API Rally Australia, was de 11e editie van de Rally van Australië en de twaalfde ronde van het wereldkampioenschap rally in 1998. Het was de 305e rally in het wereldkampioenschap rally die georganiseerd wordt door de Fédération Internationale de l'Automobile (FIA). De start en finish was in Perth.

## Programma
| Etappe | Datum                             | Klassementsproeven | Competitieve afstand |
| ------ | --------------------------------- | ------------------ | -------------------- |
| 1      | Donderdag 5 en vrijdag 6 november | 11                 | 134,99 kilometer     |
| 2      | Zaterdag 7 november               | 8                  | 160,83 kilometer     |
| 3      | Zondag 7 november                 | 5                  | 108,87 kilometer     |
|        |                                   |                    |                      |
| Totaal | Totaal                            | 24                 | 404,69 kilometer     |

## Resultaten
| Algemene top tien | Algemene top tien | Algemene top tien     | Algemene top tien               | Algemene top tien | Algemene top tien | Algemene top tien | Algemene top tien |
| Pos.              | #                 | Rijder                | Auto                            | Gr/kl             | Tijd              | Eerste            | Punten            |
| Pos.              | #                 | Navigator             | Inschrijving                    | C                 | Straftijd         | Vorige            | Punten            |
| ----------------- | ----------------- | --------------------- | ------------------------------- | ----------------- | ----------------- | ----------------- | ----------------- |
| 1.                | 1                 | Tommi Mäkinen         | Mitsubishi Lancer Evo V         | A8                | 3:52:48,7         | 0:00              | 10                |
| 1.                | 1                 | Risto Mannisenmäki    | Mitsubishi Ralliart             | C                 |                   | =                 | 10                |
| 2.                | 5                 | Carlos Sainz          | Toyota Corolla WRC              | A8                | 3:53:05,2         | + 16,5            | 6                 |
| 2.                | 5                 | Luís Moya             | Toyota Castrol Team             | C                 |                   | + 16,5            | 6                 |
| 3.                | 6                 | Didier Auriol         | Toyota Corolla WRC              | A8                | 3:53:13,7         | + 25,0            | 4                 |
| 3.                | 6                 | Denis Giraudet        | Toyota Castrol Team             | C                 |                   | + 9,5             | 4                 |
| 4.                | 3                 | Colin McRae           | Toyota Corolla WRC              | A8                | 3:53:20,3         | + 31,6            | 3                 |
| 4.                | 3                 | Nicky Grist           | 555 Subaru World Rally Team     | C                 |                   | + 6,6             | 3                 |
| 5.                | 7                 | Juha Kankkunen        | Ford Escort WRC                 | A8                | 3:53:44,8         | + 56,1            | 2                 |
| 5.                | 7                 | Juha Repo             | Ford Motor Co Ltd.              | C                 |                   | + 24,5            | 2                 |
| 6.                | 11                | Freddy Loix           | Toyota Corolla WRC              | A8                | 3:56:42,9         | + 3:54,2          | 1                 |
| 6.                | 11                | Sven Smeets           | Marlboro Toyota Castrol Belgium | A8                |                   | + 2:58,1          | 1                 |
| 7.                | 8                 | Bruno Thiry           | Ford Escort WRC                 | A8                | 3:57:03,6         | + 4:14,9          |                   |
| 7.                | 8                 | Stéphane Prévot       | Ford Motor Co Ltd.              | C                 |                   | + 20,7            |                   |
| 8.                | 13                | Possum Bourne         | Subaru Impreza 555              | A8                | 3:59:30,2         | + 6:41,5          |                   |
| 8.                | 13                | Craig Vincent         | Subaru Rally Team Australia     | A8                |                   | + 2:26,6          |                   |
| 9.                | 14                | Sebastian Lindholm    | Ford Escort WRC                 | A8                | 4:02:50,1         | + 10:01,4         |                   |
| 9.                | 14                | Jukka Aho             | Gazprom Rally Team              | A8                |                   | + 3:19,9          |                   |
| 10.               | 15                | Ed Ordynski           | Mitsubishi Lancer Evo III       | A8                | 4:04:15,3         | + 11:26,6         |                   |
| 10.               | 15                | Mark Stacey           | Ralliart Australia              | A8                |                   | + 1:25,2          |                   |
| DNF top tien      |                   |                       |                                 |                   |                   |                   |                   |
| Pos.              | #                 | Rijder                | Auto                            | Gr/kl             | KP                | Reden             | Reden             |
| Pos.              | #                 | Navigator             | Inschrijving                    | C                 | KP                | Reden             | Reden             |
| DNF               | 2                 | Richard Burns         | Mitsubishi Carisma GT Evo V     | A8                | 23                | Ongeluk           | Ongeluk           |
| DNF               | 2                 | Robert Reid           | Mitsubishi Ralliart             | C                 | 23                | Ongeluk           | Ongeluk           |
| DNF               | 4                 | Piero Liatti          | Subaru Impreza S4 WRC 98        | A8                | 5                 | Ongeluk           | Ongeluk           |
| DNF               | 4                 | Fabrizia Pons         | 555 Subaru World Rally Team     | C                 | 5                 | Ongeluk           | Ongeluk           |
| DNF               | 10                | Marc Duez             | Seat Córdoba WRC                | A8                | 10                | Ongeluk           | Ongeluk           |
| DNF               | 10                | Luc Manset            | Seat Sport                      | C                 | 10                | Ongeluk           | Ongeluk           |
| DNF               | 21                | Toni Gardemeister     | Seat Ibiza Kit Car Evo 2        | A7                | 8                 | Transmissie       | Transmissie       |
| DNF               | 21                | Paavo Lukander        | Seat Sport                      | A7                | 8                 | Transmissie       | Transmissie       |
| DNF               | 22                | Wayne Bell            | Hyundai Coupé Kit Car Evo 2     | A7                | 17                | Stuurinrichting   | Stuurinrichting   |
| DNF               | 22                | Iain Stewart          | Hyundai Motorsport              | A7                | 17                | Stuurinrichting   | Stuurinrichting   |
| DNF               | 24                | Kris Rosenberger      | Volkswagen Golf III Kit Car     | A7                | 23                | Elektrisch        | Elektrisch        |
| DNF               | 24                | Per Carlsson          | Sawfish Racing                  | A7                | 23                | Elektrisch        | Elektrisch        |
| DNF               | 27                | Salvador Cañellas jr. | Seat Ibiza Kit Car Evo 2        | A7                | 16                | Ongeluk           | Ongeluk           |
| DNF               | 27                | Xavier Lorza          | Seat Sport                      | A7                | 16                | Ongeluk           | Ongeluk           |
| DNF               | 31                | Jean-Pierre Richelmi  | Mitsubishi Lancer Evo IV        | N4                | 16                | Ongeluk           | Ongeluk           |
| DNF               | 31                | Freddy Delorme        | Team Gamma                      | N4                | 16                | Ongeluk           | Ongeluk           |
| DNF               | 34                | Hamed Al-Wahaibi      | Mitsubishi Lancer Evo IV        | N4                | 16                | Banden            | Banden            |
| DNF               | 34                | Terry Harryman        | Hamed Al-Wahaibi                | N4                | 16                | Banden            | Banden            |
| DNF               | 37                | Gabriel Mendez        | Mitsubishi Lancer Evo III       | N4                | 7                 | Mechanisch        | Mechanisch        |
| DNF               | 37                | Daniel Muzio          | Uruguay en Carrera              | N4                | 7                 | Mechanisch        | Mechanisch        |

| 2-liter top drie | 2-liter top drie           | 2-liter top drie |
| Pos.             | Rijder / constructeur      | Pnt.             |
| ---------------- | -------------------------- | ---------------- |
| 1                | Alister McRae / Volkswagen | 10               |
| 2                | Gwyndaf Evans / Seat       | 6                |
| 3                | Kenneth Eriksson / Hyundai | 4                |
| PWRC top drie    |                            |                  |
| Pos.             | Rijder                     | Pnt.             |
| 1                | Michael Guest              | 13               |
| 2                | Gustavo Trelles            | 8                |
| 3                | Jorge Recalde              | 5                |

## Statistieken

#### Klassementsproeven
| Etappe | Datum      | KP | Starttijd | Naam           | Lengte   | Snelste rijder              | Tijd    | Gem. snelheid | Rallyleider   |
| ------ | ---------- | -- | --------- | -------------- | -------- | --------------------------- | ------- | ------------- | ------------- |
| 1      | 5 november | 1  | 18:30     | Langley Park 1 | 2,20 km  | Tommi Mäkinen Didier Auriol | 1:32,0  | 86,09 km/u    | Tommi Mäkinen |
| 1      | 6 november | 2  | 8:40      | York Railway   | 5,80 km  | Colin McRae Juha Kankkunen  | 2:32,9  | 124,79 km/u   | Carlos Sainz  |
| 1      | 6 november | 3  | 9:15      | Muresk 1       | 6,81 km  | Richard Burns               | 3:31,3  | 116,02 km/u   | Richard Burns |
| 1      | 6 november | 4  | 9:26      | Muresk 2       | 6,81 km  | Didier Auriol               | 3:27,1  | 118,38 km/u   | Didier Auriol |
| 1      | 6 november | 5  | 11:19     | Beraking       | 28,59 km | Richard Burns               | 15:58,5 | 107,38 km/u   | Richard Burns |
| 1      | 6 november | 6  | 12:15     | Atkins 1       | 4,42 km  | Richard Burns               | 3:02,7  | 87,09 km/u    | Richard Burns |
| 1      | 6 november | 7  | 13:38     | Kevs           | 10,18 km | Colin McRae                 | 5:52,9  | 103,85 km/u   | Richard Burns |
| 1      | 6 november | 8  | 14:02     | Flynns         | 34,01 km | Richard Burns               | 20:08,2 | 101,34 km/u   | Richard Burns |
| 1      | 6 november | 9  | 15:41     | Helena         | 30,05 km | Richard Burns               | 16:44,9 | 107,65 km/u   | Richard Burns |
| 1      | 6 november | 10 | 16:18     | Atkins 2       | 4,42 km  | Richard Burns               | 3:00,3  | 88,25 km/u    | Richard Burns |
| 1      | 6 november | 11 | 19:11     | Langley Park 2 | 2,20 km  | Didier Auriol               | 1:32,1  | 85,99 km/u    | Richard Burns |
|        |            |    |           |                |          |                             |         |               | Richard Burns |
| 2      | 7 november | 12 | 7:46      | Murray Pines 1 | 18,53 km | Tommi Mäkinen               | 10:52,8 | 102,19 km/u   | Richard Burns |
| 2      | 7 november | 13 | 8:59      | Harvey Weir    | 8,19 km  | Carlos Sainz                | 4:47,6  | 102,52 km/u   | Richard Burns |
| 2      | 7 november | 14 | 9:59      | Stirling West  | 15,89 km | Tommi Mäkinen               | 9:36,6  | 99,21 km/u    | Richard Burns |
| 2      | 7 november | 15 | 10:22     | Stirling East  | 35,48 km | Tommi Mäkinen               | 20:07,2 | 105,81 km/u   | Carlos Sainz  |
| 2      | 7 november | 16 | 12:36     | Wellington Dam | 45,38 km | Tommi Mäkinen               | 25:51,0 | 105,33 km/u   | Carlos Sainz  |
| 2      | 7 november | 17 | 14:24     | Brunswick      | 16,63 km | Tommi Mäkinen               | 9:19,0  | 107,10 km/u   | Carlos Sainz  |
| 2      | 7 november | 18 | 16:06     | Murray Pines 2 | 18,53 km | Tommi Mäkinen               | 10:45,1 | 103,41 km/u   | Carlos Sainz  |
| 2      | 7 november | 19 | 19:21     | Langley Park 3 | 2,20 km  | Carlos Sainz Didier Auriol  | 1:32,0  | 86,09 km/u    | Carlos Sainz  |
|        |            |    |           |                |          |                             |         |               | Carlos Sainz  |
| 3      | 8 november | 20 | 7:10      | Bunnings East  | 13,77 km | Colin McRae                 | 7:27,9  | 110,68 km/u   | Carlos Sainz  |
| 3      | 8 november | 21 | 7:42      | Bunnings West  | 35,29 km | Colin McRae                 | 17:38,0 | 120,08 km/u   | Carlos Sainz  |
| 3      | 8 november | 22 | 9:53      | Bunnings North | 31,92 km | Colin McRae                 | 17:23,5 | 110,12 km/u   | Colin McRae   |
| 3      | 8 november | 23 | 10:50     | Bunnings South | 25,16 km | Tommi Mäkinen               | 15:15,4 | 98,95 km/u    | Tommi Mäkinen |
| 3      | 8 november | 24 | 12:44     | API TV Stage   | 2,73 km  | Carlos Sainz                | 1:36,1  | 102,27 km/u   | Tommi Mäkinen |

| KP overwinningen | KP overwinningen |
| Rijder           | Aantal           |
| ---------------- | ---------------- |
| Tommi Mäkinen    | 8                |
| Richard Burns    | 7                |
| Didier Auriol    | 4                |
| Colin McRae      | 4                |
| Carlos Sainz     | 3                |
| Juha Kankkunen   | 1                |

## Kampioenschap standen

#### Rijders
|   | Pos. | Rijder         | Pnt. |
| - | ---- | -------------- | ---- |
| 1 | 1    | Tommi Mäkinen  | 58   |
| 1 | 2    | Carlos Sainz   | 56   |
| = | 3    | Colin McRae    | 45   |
| 1 | 4    | Didier Auriol  | 34   |
| 1 | 5    | Juha Kankkunen | 33   |

#### Constructeurs
|   | Pos. | Constructeur                | Pnt. |
| - | ---- | --------------------------- | ---- |
| = | 1    | Toyota Castrol Team         | 85   |
| = | 2    | Mitsubishi Ralliart         | 81   |
| = | 3    | 555 Subaru World Rally Team | 65   |
| = | 4    | Ford Motor Co Ltd.          | 43   |

- Noot: Enkel de top 5-posities worden in beide standen weergegeven.